# Apo-Riff
Das Apo-Riff liegt im Zentrum der Mindoro-Straße, zwischen dem Palawan-Archipel und der Insel Mindoro in den Philippinen. Es liegt innerhalb des Apo Reef Marine Natural Parks etwa 1 km westlich zweier wesentlich größerer, dreieckig aufgebauter Korallenriffe.

## Geografie
Am südöstlichen Rande der Südchinesischen See gelegen ist es nur 2½ Bootsstunden von der Tauchinsel Pandan Island an der Westküste Mindoros (15 nautische Meilen), 6–8 Stunden von Puerto Galera an der Nordostküste Mindoros und 4–6 Stunden von der Inselhauptstadt Coron auf Busuanga / Palawan (21 nautische Meilen gemessen ab nordöstlichstem Punkt der Insel) entfernt. Die namensgebende Insel Apo sollte nicht mit der gleichnamigen Apo-Insel bei Negros verwechselt werden.
Die Mindoro-Straße ist eine wichtige Seestraße für nationale und internationale Schifffahrtsrouten nach China, Korea und Japan. 
Um in den Untiefen nicht auf Grund zu laufen, steht auf ihr ein großer Leuchtturm (Koordinaten: 12° 40′ N, 120° 25′ O). Sein Funkfeuer ist auch ein wichtiger Orientierungspunkt für den Flugverkehr.

## Geschichte
Bis weit in die 1990er Jahre hinein wurde das Riff mit Dynamit- und später Cyanidfischerei ausgeplündert. Weite Bereiche haben sich bis heute noch nicht davon erholt. 
Mit dem Präsidentenerlass vom 6. September 1996 wurde das Apo-Riff ein Teil des Apo Reef Marine Natural Park. Auf der Apo-Insel sind 8 Parkranger permanent stationiert, um das totale Fangverbot durchzusetzen.

## Natur
Unter den 47 Arten der Zug- und heimischen Vögel findet sich auch die gefährdete Kragentaube (auch Nikobarentaube, Caloenas nicobarico). Suppen- (Chelonia mydas) und Echte Karettschildkröten (Eretmochelys imbricata) nutzen die Abgeschiedenheit zur Eiablage. In einer Studie von 1981 wurden 190 Korallenarten gezählt. 78 Gattungen der Wirbellosen wie Riesenmuscheln (Tridacnidae), Langusten (Pasulirus), das Tritonshorn (Charonia tritonis) und das Perlboot, auch Nautilius genannt, sind nur ein Teil der Unterwasserwelt. Hinzu kommen Delfine sowie bisher beobachtete 385 Fischarten, darunter Haie, Rochen, Mantas, und Walhaie.

## Nutzung
Das Riff ist unter Tauchern und Schnorchlern weltberühmt, in der Region sind nur das Tubbataha-Riff und das Riffsystem um den Cagayan-Archipel, beide in der Sulusee, damit vergleichbar.
Koordinaten: 12° 42′ N, 120° 29′ O